# 副葬品
副葬品（ふくそうひん）は葬儀に際して死者と共に埋葬される器物である。なお人間や動物など生物を殺して共に埋めることを殉葬という。

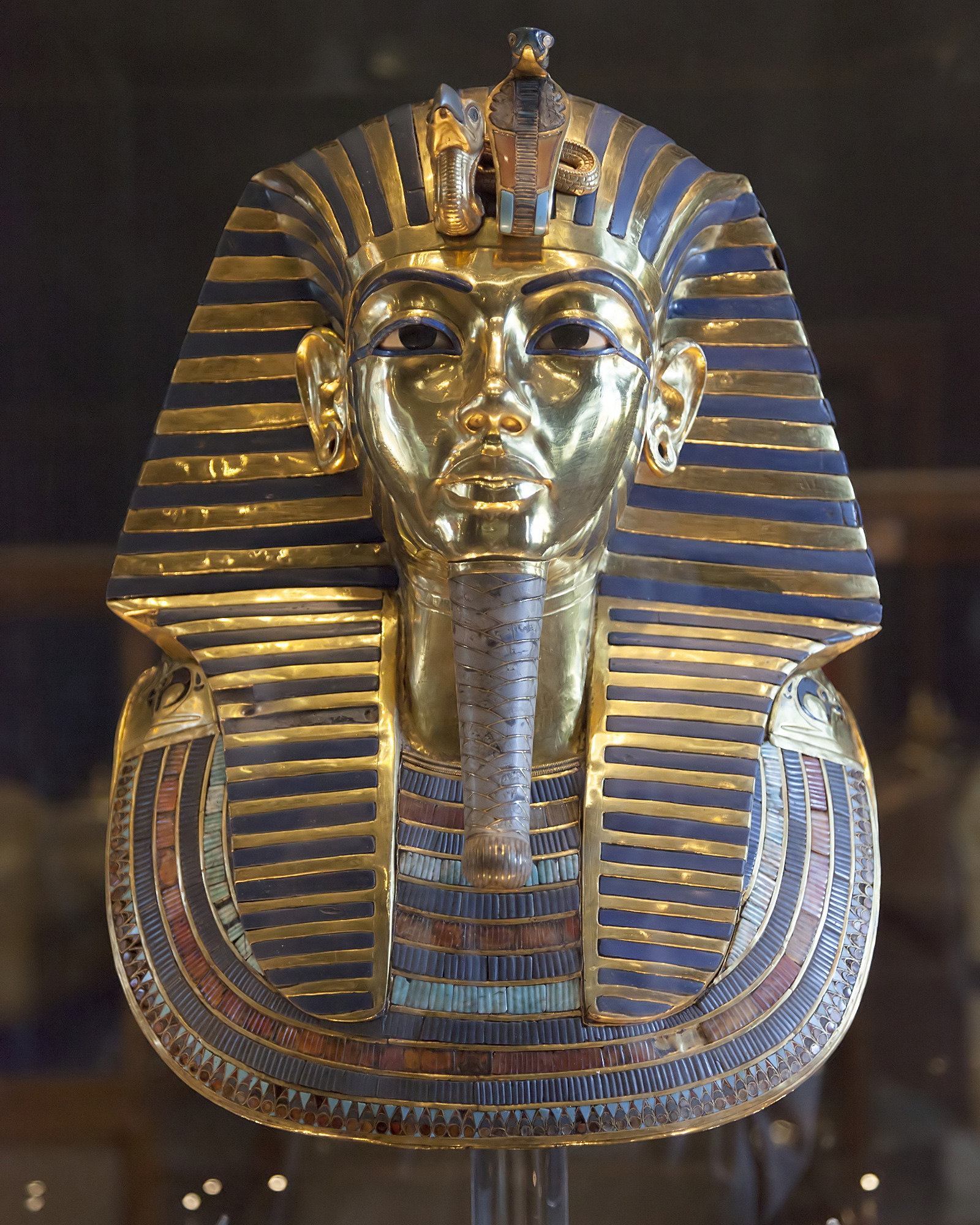
ツタンカーメンの黄金のマスク

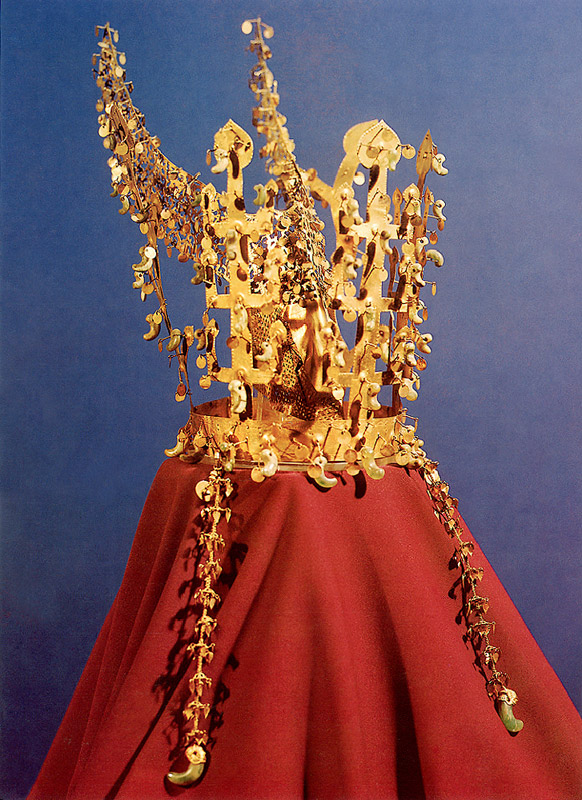
韓国の金冠塚から出土した新羅の金冠（5世紀末頃）

## 概要
副葬品は、死者を弔う上あるいは死後に必要と考えられたために、共に埋葬される物品である。こういった文化形態は人間が死を単なる現象ではなく、特別な意味があるものだと捉えるようになって以降に発達したと考えられており、その様式は様々ではあるものの、先史時代からすでに死者と共に様々な物品が埋葬されている。火葬においては、共に棺に納められ遺体と共に燃やされるものもあれば、火葬後に墓に収められる段階で遺骨と共に埋葬されるものもある。
最も原初的な形態は、人が生活するうえで必要とされる食品や、あるいは当人が生前に使用していた道具、あるいは心和ませる草花など、死者自身や彼ないし彼女を取り巻きそれを埋葬した当事者らにとって身近な物品であったと考えられており、今日考古学において発掘される墳墓など埋葬跡からは、当時を忍ばせる様々な遺物が出土している。こういった活動は現代に連なるヒト直系の祖先だけではなく、異説もあるがネアンデルタール人の社会にもあったとも考えられている。
共に埋葬される物品という意味では、棺や衣類・更には死者に手向けられ棺に納められる花も共に火葬されたり埋葬されるが、これらは余り意識して副葬品扱いされることはない。これらは死者を収める容器であったり、遺体といえども人間としての尊厳がある以上、着衣の状態が標準的であり、死者の存在と不可分なためである。しかし前述のネアンデルタール人埋葬跡の例では、化石花粉が見出されたため、埋葬に際して花を供えたと考えられ、その意味では花は副葬品である。
より実際的な意味での副葬品では、遺体そのものとは関係ないが、故人に関係のある物品が共に葬られたり、あるいは宗教的な価値観から死後世界で必要と考えられる物が副葬品として供えられる。例えば日本の仏教様式では、火葬となった後に魂が暫く徒歩で三途の川まで歩かないといけない（旅をする）ために、火葬前の棺の中には三途の川の渡し賃である冥銭と、道中で必要な米と塩という最低限の食料が、小さな布製の袋に収められて遺体に添えられる。なお余禄ではあるが、その日本では、通例として火葬の際に燃え尽きてしまう身の回りの物品を棺に納めることもしばしば行なわれる。
また、宗教観に基づく死後必要と考えられる物や故人に縁の物品だけではなく、権力者など特定の社会的地位を持った者では、その地位に相応しいと考えられる物も特別に用意され共に埋葬される場合もある。召し使いが必要だと考えれば、殉死などの形で召し使いそのものを副葬品とする場合もあったが、こういった考え方は人権など社会通念の発達（→人道）にも伴い、それを代用する人形で済まされたりするようにもなっている（→兵馬俑や埴輪）。

## 後世の社会の係わり
副葬品は、様々な社会で各々の形態があるものの、こと権力者などでは財宝など後世にも通用する貴重な物品が共に納められる場合もある。また、当時の文化・技術の粋を凝らした工芸品などが納められる場合もある。

### 盗掘
死者当人や、その死者に対する弔意から副葬品を納めた側からすると迷惑なことかもしれないが、財産的価値がある副葬品が納められた墳墓は中身を得るために掘り返される憂き目に遭い、その遺物を盗まれる場合もある。こういった行為を盗掘というが、高価な副葬品は古代より墓泥棒の狙う対象となった。
ただ、副葬品を納める側としては墓泥棒に施しをするために行なっている訳でもないため、遺体と副葬品とを守るための工夫も凝らされたケースも歴史上に多く見出される。埋葬場所を秘匿することもあったが、中には偽の墓を用意して墓泥棒の目を逸らしたり、或いは構造を工夫し厳重に封印するなどして、墓が荒らされるのを防いだりした。その中には呪術など超常的な力にその加護を求めたと考えられるものも見られた。
しかしこういった埋葬側と盗掘側の知恵比べでは、後述するように考古学の調査対象として研究されることもあれば、良いように荒らされた結果として副葬品が後世に埋葬者とは無関係な場所で、高価な財宝や何らかの記念物として扱われている場合もある。例えば王家の谷近隣では後世に盗掘が地場産業化し村落まで形成されたほか、ワッケーロに絡んではプレ・インカ墳墓の副葬品である土器が地域で厄除け祈願のお守りとして流通しているため、それを発掘しては売り歩く者もいるほか、挙句盗掘対象となる墓が見つからないようになると、この副葬品土器に似せた精巧な贋作まで流通、これら土器の考古学的調査に混乱を招いている。
なお、副葬品の盗掘は、歴史的価値のある墓所だけで起こるわけではない。イギリスのように、土葬が珍しくない国では、死者の生前の持ち物を共に墓に入れることも多く、それを狙っての盗難が後を絶たないとされる。

### 考古学
考古学の範疇では、未盗掘の副葬品は当時を知る重要な手掛かりとなる。これらが当時の文化風土を如実に表しているためであるが、その意味で副葬品のある墳墓は一種のタイムカプセルとして機能する。